# Helena Ritto
Helena Ritto (São Paulo, 1974) é uma atriz, apresentadora e arte-educadora brasileira. Atualmente encarna a personagem Doroteia, no programa Quintal da Cultura, da TV Cultura.

## Biografia
Helena Ritto é uma atriz da premiada companhia de teatro para infância e juventude Cia Prosa dos Ventos, que foi fundada no ano 2000 por ela e pelo dramaturgo e diretor Fabio Brandi Torres. A atriz participou do projeto Teatro Rá-Tim-Bum em 2010, com o espetáculo da companhia chamado Ciranda das Flores. Em 2011, estreou o programa Quintal da Cultura, dirigido por Bete Rodrigues. Nele interpreta a personagem Doroteia.  Também apresentou o Teleton nos anos de 2016, 2017, 2018 e 2019.  O quadro Histórias de Papel, no programa Quintal da Cultura, foi selecionado para representar o Brasil no Festival Prix Jeunesse Iberoamericano 2015. Em 2019, Helena Ritto participou do programa infantil CasaKadabra, dirigido por Léo Liberti, interpretando a exótica personagem Bina, na TV Cultura.  Em junho de 2020 participa de transmissões on-line semanais promovidas pelo mesmo canal.  